# Superliga de China 2017
La temporada 2017 fue la 14.ª edición de la máxima categoría del fútbol en la República Popular de China desde el establecimiento de la Superliga de China en el año 2004. El Guangzhou Evergrande sumó  su séptimo título consecutivo.

## Datos generales

### Ascensos y descensos
| Pos. | Descendidos a la China League One 2017 |
| ---- | -------------------------------------- |
| 15.º | Hangzhou Greentown                     |
| 16.º | Shijiazhuang Ever Bright               |

| Pos. | Ascendidos de la China League One 2016 |
| ---- | -------------------------------------- |
| 1.º  | Tianjin Quanjian                       |
| 2.º  | Guizhou Zhicheng FC                    |

## Equipos

### Datos generales
| Guangzhou Evergrande               | Guangzhou   | Luiz Felipe Scolari | Estadio Tianhe                      | 58.500 |
| Jiangsu Suning                     | Nankín      | Fabio Capello       | Centro Deportivo Olímpico de Nankín | 65.769 |
| Shanghai SIPG                      | Shanghái    | André Villas-Boas   | Estadio de Shanghái                 | 56.842 |
| Shanghai Greenland Shenhua         | Shanghái    | Gustavo Poyet       | Estadio Hongkou                     | 33.060 |
| Beijing Guoan                      | Pekín       | Roger Schmidt       | Estadio de los Trabajadores         | 66.161 |
| Guangzhou R&F                      | Changsha    | Dragan Stojković    | Estadio Yuexiushan                  | 18.000 |
| Hebei China Fortune                | Qinhuangdao | Manuel Pellegrini   | Estadio Olímpico de Qinhuangdao     | 33.572 |
| Yanbian Fude                       | Yanji       | Park Tae-ha         | Estadio de Yanji                    | 30.000 |
| Chongqing Lifan                    | Chongqing   | Chang Woe-Ryong     | Chongqing Olympic Sports Center     | 58.660 |
| Liaoning FC                        | Shenyang    | Ma Lin              | Estadio Olímpico de Shenyang        | 60.000 |
| Tianjin Teda                       | Tianjin     | Lee Lim-saeng       | Estadio Olímpico de Tianjin         | 54.696 |
| Changchun Yatai                    | Changchun   | Chen Jingang        | Development Area Stadium            | 28.669 |
| Henan Jianye FC                    | Zhengzhou   | Jia Xiuquan         | Estadio Zhengzhou Hanghai           | 29.000 |
| Shandong Luneng                    | Jinan       | Felix Magath        | Jinan Olympic Sports Center Stadium | 60.000 |
| Tianjin Quanjian                   | Tianjin     | Fabio Cannavaro     | Haihe Educational Football Stadium  | 30.000 |
| Guizhou Zhicheng FC                | Guiyang     | Gregorio Manzano    | Guiyang Olympic Sports Center       | 51.636 |
| Datos actualizados a marzo de 2017 |             |                     |                                     |        |

### Jugadores extranjeros
El número de jugadores extranjeros está restringido a cinco por equipo. Un equipo puede usar máximo hasta tres jugadores extranjeros en el campo por juego. Adicionalmente, con el objetivo de potenciar los jugadores locales cada equipo tendrá la obligación de convocar, como mínimo, dos jugadores sub-23 en cada partido, teniendo que estar uno de ellos, obligatoriamente, en el once titular. Los jugadores de Hong Kong, Macao y China Taipéi son considerados como jugadores nacionales.
| Equipo               | Jugador 1         | Jugador 2       | Jugador 3          | Jugador 4         | Jugador A. F. C. |
| -------------------- | ----------------- | --------------- | ------------------ | ----------------- | ---------------- |
| Beijing Guoan        | Renato Augusto    | Ralf            | Burak Yılmaz       | Jonathan Soriano  | Egor Krimets     |
| Changchun Yatai      | Bruno Meneghel    | Marinho         | Szabolcs Huszti    | Odion Jude Ighalo | Anzur Ismailov   |
| Chongqing Lifan      | Fernandinho       | Alan Kardec     | Goran Milović      | Hyuri             | Jung Woo-young   |
| Guangzhou Evergrande | Alan Carvalho     | Ricardo Goulart | Paulinho           | Jackson Martínez  | Kim Hyung-il     |
| Guangzhou R&F        | Renatinho         | Júnior Urso     | Apostolos Giannou  | Eran Zahavi       | Jang Hyun-Soo    |
| Guizhou Zhicheng     | Michael Olunga    | Ali Ghazal      | Tjaronn Chery      | Nikica Jelavić    | Ryan McGowan     |
| Hebei China Fortune  | Stéphane Mbia     | Hernanes        | Ezequiel Lavezzi   | Aloísio           | Kim Ju-young     |
| Henan Jianye         | Eddi Gomes        | Javier Patiño   | Christian Bassogog | Bořek Dočkal      | Ahmad Al Salih   |
| Jiangsu Suning       | Ramires           | Alex Teixeira   | Roger Martínez     | Bandera de ?      | Hong Jeong-ho    |
| Liaoning Whowin      | Assani Lukimya    | Anthony Ujah    | James Chamanga     | James Holland     | Robbie Kruse     |
| Shandong Luneng      | Carlos Gilberto   | Graziano Pellè  | Papiss Cissé       | Diego Tardelli    | Bandera de ?     |
| Shanghai Shenhua     | Carlos Tévez      | Fredy Guarín    | Giovanni Moreno    | Obafemi Martins   | Kim Kee-hee      |
| Shanghai SIPG        | Oscar             | Elkeson         | Hulk               | Ricardo Carvalho  | Odil Ahmedov     |
| Tianjin Quanjian     | Axel Witsel       | Geuvânio        | Alexandre Pato     | Júnior Moraes     | Kwon Kyung-won   |
| Tianjin Teda         | John Obi Mikel    | Malick Evouna   | Mbaye Diagne       | Nemanja Gudelj    | Hwang Seok-ho    |
| Yanbian Fude F.C.    | Bubacarr Trawally | Richárd Guzmics | Nikola Petković    | Yoon Bit-Garam    | Kim Seung-Dae    |

Los jugadores de Hong Kong, Macao y Taiwán no cuentan como jugadores extranjeros en la Súper Liga China
| Equipo           | Jugador 1           | Jugador 2    |
| ---------------- | ------------------- | ------------ |
| Changchun Yatai  | Yaki Yen            | Jack Sealy   |
| Guizhou Zhicheng | Au Yeung Yiu Chung  | Festus Baise |
| Tianjin Quanjian | Jean-Jacques Kilama |              |

## Tabla de posiciones
| Pos. | Equipo                     | Pts. | PJ | G  | E  | P  | GF | GC | Dif. | Clasificación o descenso                                           |
| ---- | -------------------------- | ---- | -- | -- | -- | -- | -- | -- | ---- | ------------------------------------------------------------------ |
| 1    | Guangzhou Evergrande (C)   | 64   | 30 | 20 | 4  | 6  | 69 | 42 | +27  | Clasificado a fase de grupos de Liga de Campeones de la AFC 2018   |
| 2    | Shanghai SIPG              | 58   | 30 | 17 | 7  | 6  | 72 | 39 | +33  | Clasificado a ronda de playoff de Liga de Campeones de la AFC 2018 |
| 3    | Tianjin Quanjian           | 54   | 30 | 15 | 9  | 6  | 46 | 33 | +13  | Clasificado a ronda de playoff de Liga de Campeones de la AFC 2018 |
| 4    | Hebei China Fortune        | 52   | 30 | 15 | 7  | 8  | 55 | 38 | +17  |                                                                    |
| 5    | Guangzhou R&F              | 52   | 30 | 15 | 7  | 8  | 59 | 46 | +13  |                                                                    |
| 6    | Shandong Luneng Taishan    | 49   | 30 | 13 | 10 | 7  | 49 | 33 | +16  |                                                                    |
| 7    | Changchun Yatai            | 44   | 30 | 12 | 8  | 10 | 46 | 41 | +5   |                                                                    |
| 8    | Guizhou Zhicheng FC        | 42   | 30 | 12 | 6  | 12 | 39 | 45 | −6   |                                                                    |
| 9    | Beijing Guoan              | 40   | 30 | 11 | 7  | 12 | 42 | 42 | 0    |                                                                    |
| 10   | Chongqing Lifan            | 36   | 30 | 9  | 9  | 12 | 37 | 40 | −3   |                                                                    |
| 11   | Shanghai Greenland Shenhua | 35   | 30 | 9  | 8  | 13 | 52 | 55 | −3   | Clasificado a fase de grupos de Liga de Campeones de la AFC 2018   |
| 12   | Jiangsu Suning             | 32   | 30 | 7  | 11 | 12 | 40 | 45 | −5   |                                                                    |
| 13   | Tianjin Teda               | 31   | 30 | 8  | 7  | 15 | 30 | 49 | −19  |                                                                    |
| 14   | Henan Jianye               | 30   | 30 | 7  | 9  | 14 | 34 | 46 | −12  |                                                                    |
| 15   | Yanbian Fude               | 22   | 30 | 5  | 7  | 18 | 32 | 64 | −32  | Descenso a la China League One 2018                                |
| 16   | Liaoning Whowin            | 18   | 30 | 4  | 6  | 20 | 30 | 74 | −44  | Descenso a la China League One 2018                                |

 Fuente: Sports.sina.com League Standings
Notas:
1. ↑  Shanghai Greenland Shenhua clasifica a fase de grupos de la Liga de Campeones de la AFC 2018 en su calidad de vencedor de la Copa de China de fútbol 2017.

## Goleadores
Fuente:
| Pos. | Jugador           | Equipo                     | Goles |
| ---- | ----------------- | -------------------------- | ----- |
| 1    | Eran Zahavi       | Guangzhou R&F              | 27    |
| 2    | Ricardo Goulart   | Guangzhou Evergrande       | 20    |
| 2    | Ezequiel Lavezzi  | Hebei China Fortune        | 20    |
| 2    | Wu Lei            | Shanghai SIPG              | 20    |
| 5    | Bubacarr Trawally | Yanbian Funde              | 18    |
| 6    | Hulk              | Shanghai SIPG              | 17    |
| 7    | Jonathan Soriano  | Beijing Sinobo Guoan       | 16    |
| 8    | Odion Ighalo      | Changchun Yatai            | 15    |
| 8    | Nikica Jelavić    | Guizhou Hengfeng Zhicheng  | 15    |
| 8    | Giovanni Moreno   | Shanghai Greenland Shenhua | 15    |
| 8    | Alexandre Pato    | Tianjin Quanjian           | 15    |
| 8    | Diego Tardelli    | Shandong Luneng Taishan    | 15    |

### Asistentes
Fuente:
| Pos. | Jugador          | Equipo                      | Asistencias |
| ---- | ---------------- | --------------------------- | ----------- |
| 1    | Hulk             | Shanghai SIPG               | 3           |
| 1    | Oscar            | Shanghai SIPG               | 3           |
| 1    | Carlos Tévez     | Shanghai Shenhua            | 3           |
| 4    | Cai Huikang      | Shanghai SIPG               | 2           |
| 4    | Cao Haiqing      | Jiangsu Suning              | 2           |
| 4    | Cao Yunding      | Shanghai Shenhua            | 2           |
| 4    | Ricardo Goulart  | Guangzhou Evergrande Taobao | 2           |
| 4    | Fredy Guarín     | Shanghai Shenhua            | 2           |
| 4    | Hao Junmin       | Shandong Luneng Taishan     | 2           |
| 4    | Huang Bowen      | Guangzhou Evergrande Taobao | 2           |
| 4    | Ezequiel Lavezzi | Hebei China Fortune         | 2           |
| 4    | Lu Lin           | Guangzhou R&F               | 2           |
| 4    | Alexandre Pato   | Tianjin Quanjian            | 2           |
| 4    | Wu Lei           | Shanghai SIPG               | 2           |
| 4    | Xiao Zhi         | Guangzhou R&F               | 2           |